# Marcel Hug
Pour l'officier de l'aviation française pendant la Première Guerre mondiale, voir Marcel Hugues.
Pour les articles homonymes, voir Hug.
Marcel Hug, né le 18 janvier 1986, est l'athlète suisse d'athlétisme et de marathon dans la catégorie T54 le plus médaillé aux Jeux paralympiques. 
Surnommé le « bolide argenté » ou la « balle d'argent », il est médaillé de bronze aux Jeux paralympiques d'Athènes en 2004, 2 fois médaillé d'argent (800 m et triathlon) aux Jeux paralympiques de Londres en 2012 et médaillé d'or 2 fois (800 m et triathlon) et 2 fois médaillé d'argent (1 500 m et 5 000 m) aux Jeux paralympiques de Rio en 2016, puis médaillé d’argent (5 000 m) aux Jeux paralympiques de Paris en 2024.

## Biographie
Marcel Hug naît le 18 janvier 1986 à Pfyn, dans le canton de Thurgovie. Il est atteint de spina bifida (trouble congénital de la colonne vertébrale). 
Il grandit dans une ferme dans le canton de Thurgovie. Il déclare à propos de son enfance : « J’ai eu une enfance très agréable, grandissant avec des animaux et étant proche de la nature. C’était très beau, se souvient-il. J’avais des frères et j’ai reçu beaucoup de soutien de la part de ma famille. »
Il prend part aux compétitions d'athlétisme handisport, en fauteuil roulant, à partir de 1996.
Il est sept fois champion du monde dans sa catégorie.
Il obtient son premier fauteuil à 8 ans et commence l'entraînement sportif à 10 ans.

## Carrière sportive
Ses premiers Jeux paralympiques sont ceux d'Athènes en 2004. Dans la catégorie T54 (athlètes en fauteuil roulant), il obtient deux médailles de bronze, sur 800 m et sur 1 500 m. Il remporte sa première médaille d'or lors des Championnats du monde d'athlétisme handisport de 2006, sur 10 000 m en 23 min 06 s 71; il y obtient également trois médailles d'argent (400 m, 800 m et 5 000 m). Ses seconds Jeux paralympiques, ceux de Pékin en 2008, se terminent sans médaille. Aux Championnats du monde d'athlétisme handisport de 2011, il obtient la médaille d'or sur 10 000 m, et quatre médailles d'argent (400 m, 800 m, 1 500 m, 5 000 m), battu sur ces trois dernières épreuves par le Britannique David Weir.
Les deux hommes s'affrontent à nouveau lors des Jeux paralympiques d'été de 2012, à Londres, qui sont un triomphe pour Weir ; Marcel Hug doit se contenter de deux médailles d'argent, sur le 800 m et au marathon.
Aux Championnats du monde d'athlétisme handisport 2013, à Lyon, Marcel Hug est le deuxième athlète le plus titré (derrière l'Américaine Tatyana McFadden). Il remporte cinq médailles d'or (400 m, 1 500 m, 5 000 m, 10 000 m et le marathon). Seul le titre de champion sur 800 m lui échappe ; il est devancé par le Sud-Coréen Kim Gyu-Dae.
Il est le vainqueur du Marathon de Paris 2014, en 1 h 29.
Aux Jeux paralympiques de Rio en 2016, il obtient la médaille d'or aux 800 m et marathon et la médaille d'argent sur le 1 500 m et le 5 000 m.
Aux Jeux paralympiques de Tokyo en 2020, il obtient 4 médailles d'or au 800 m, au 1 500 m, au 5 000 m et au marathon.
En 2018 et 2022, il remporte le Laureus World Sports Awards du Sportif avec un handicap de l'année.
Aux Championnats du monde d'athlétisme handisport 2023 à Paris, il remporte trois médailles d'or (800 m, 1 500 m et 5 000 m).
Il participe aux Jeux paralympiques de Paris en 2024. Il remporte la médaille d’argent au 5 000 m.

## Polémique
Le fauteuil de Marcel Hug a fait l'objet de polémiques : c'est un objet ultra-perfectionné, avec une aérodynamique personnalisée, et très cher. Marcel Hug se définit lui-même en tant que « pilote ». Au sujet des polémiques, il déclare en 2023 : « J'entends les débats autour de mon fauteuil, mais tout est fait dans les règles. C'est très cher pour l'acheter et c'est difficile pour de nombreux athlètes de pouvoir se le procurer mais c'est normal à haut niveau de vouloir développer le plus possible le matériel. C'est pareil dans d'autres sports, comme le vélo. »